# بهروز دهقانی
بهروز عبّاس‌زاده دهقانی (۱۳۱۸ تبریز – ۹ خرداد ۱۳۵۰ تهران)، معلّم، نویسنده، مترجم و چریک ایرانی بود. وی برادر اشرف دهقانی، روح‌انگیز دهقانی و محمد دهقانی و برادر همسر کاظم سعادتی از اعضای مشهور سازمان چریکهای فدایی خلق بود.

## فعالیت‌های فرهنگی
بهروز دهقانی یکی از نویسندگان و مترجمان برجسته آذربایجانی بود که در مدّت عمر کوتاه خود کارهای فرهنگی قابل‌توجّهی انجام داد. او پیش از پیوستن به جنبش چریکی به همراه صمد بهرنگی در روستاهای شهرستان آذرشهر به کار معلمی می‌پرداخت. در سال ۱۳۸۴ یونس اورنگ خدیوی تقریباً تمام یادداشت‌ها و ترجمه‌های بهروز دهقانی را جمع و کتابی به نام من مرگ را سرودی کردم را منتشر کرد. در ابتدای این کتاب خواننده با بیوگرافی بهروز دهقانی آشنا می‌شود که به قلم علی‌اشرف درویشیان نوشته شده است. مطالعات دهقانی در زمینه فرهنگ قره داغ هیچگاه منتشر نشد و ظاهراً هنوز موجود است.

## دستگیری و مرگ
دستگیری علیرضا نابدل در جریان توزیع اعلامیه‌های اعلام موجودیت سازمان چریک‌های فدایی خلق ایران در بهار ۱۳۵۰ سرآغاز یک رشته ضربات متوالی و بزرگ به گروه شد. حدود یک ماه بعد بود که گروه خود را برای سرقت از بانکی واقع در خیابان آیزنهاور آماده کرد. در این روز مقرّر بود اشرف دهقانی در حوالی بانک حضور یابد تا از عکس‌العمل مردم گزارشی تهیه کند ولی به دلایل نامعلومی او در ساعات نخستین روز به خیابان ۲۱ آذر رفت. ساواک که از تردد او در حوالی دانشگاه مطّلع شده بود در آن روز با راهنمایی فردی که اشرف دهقانی را به چهره می‌شناخت موفّق شد او را دستگیر کند. دوستی و رفاقت اشرف دهقانی با عضو دیگر گروه یعنی نزهت‌السادات روحی آهنگران که از دوران سپاه دانش آغاز شده بود، این احتمال را برای ساواک مطرح کرد که ممکن است پس از دستگیری اشرف دهقانی، برادر او بهروز با نزهت‌السادات روحی تماس بگیرد. این تحلیل ساواک کاملاً واقع‌بینانه بود؛ بنابراین با طعمه‌قراردادن نزهت‌السادات روحی، بهروز دهقانی نیز در آخرین روز اردیبهشت ماه سال ۵۰ به دام ساواک افتاد.
بهروز دهقانی پس از دستگیری توسّط ساواک، بر اثر شکنجه و آسیب‌های وارده به کلیه‌هایش در زندان کشته شد.